# Muradem
Muradem en albanais et Muradem en serbe latin (en serbe cyrillique : Мурадем) est un village du Kosovo situé dans la commune/municipalité de Prizren et dans le district de Prizren/Prizren. Selon le recensement kosovar de 2011, elle compte 515 habitants, dont 514 Albanais.
Le village est également connu sous le nom de Murradem.

## Histoire
Sur le territoire de Muradem se trouve une grotte peinte remontant à la Préhistoire ; unique en son genre dans ce secteur, elle est proposée à une inscription sur la liste des monuments culturels du Kosovo.

## Démographie

### Évolution historique de la population dans la localité
| 1948 | 1953 | 1961 | 1971 | 1981 | 1991 | 2011 |
| ---- | ---- | ---- | ---- | ---- | ---- | ---- |
| 114  | 115  | 136  | 181  | 226  | 420  | 515  |

|  |